# Май-я-Мото
Май-я-Мото (англ. May-Ya-Moto) — фумарольное поле.
Находится в Демократической Республике Конго. Расположено в национальном парке Вирунга на высоте 950 метров над уровнем моря в 27 км к югу от озера Эдуард. Представляет собой древний потухший вулкан. Его возраст как считают учёные насчитывает 560 000 000 лет. Термальная зона вокруг вулкана содержит фумаролы и термальные воды, температура менее 100°С. Популярный туристический объект.